# 显柱南蛇藤
显柱南蛇藤（学名：Celastrus hookeri）又名滇边南蛇藤、尖药南蛇藤，是卫矛科南蛇藤属的植物。分布于缅甸、印度以及中国大陆的云南等地，生长于海拔2,500米至3,500米的地区，一般生长在林中，目前尚未由人工引种栽培。